# Poulet des Cévennes
Les poulets des Cévennes sont des volailles élevées en plein air, dans les Cévennes, d'après un cahier des charges d'IGP, depuis 2011.

## Condition générales de production
Les poulets des Cévennes disposent d'un parcours, en plein air, rocailleux, enherbé, et arboré. L'alimentation doit être composée de 3 céréales. Les farines, graisses animales et antibiotiques, sont interdits par le cahier des charges. La durée d'élevage est, au minimum, de 84 jours, pour les poulets des Cévennes (avec un poids minimum d'un kg une fois préparé en prêt à cuire), et de 150 jours pour les Chapons des Cévennes (avec un poids minimum de 2,5 kg une fois préparé en prêt à cuire).

## Zone de production
Le poulet des Cévennes peut être produit dans quatre départements différents :
- Le Gard : 275 communes
- L'Ardèche : 86 communes
- L'Hérault : 18 communes
- La Lozère : 47 communes